# GLADIATOR 010×1MC in OSAKA
GLADIATOR 010×1MC in OSAKAは、日本の総合格闘技団体「GLADIATOR」の大会の一つ。
2019年7月7日、大阪府堺市の堺市産業振興センターで開催された。

## 大会概要
国際戦が数多く組まれた今大会。特にメインイベントのルクク・ダリvs.ウィルチョープ、GLADIATORライト級王座決定戦はキ・ウォンビンvs.ヴィトー・トファネリの海外勢対決に。キ・ウォンビンを含め韓国から4選手が参戦するなど、全12試合中6試合が国際戦となっている。

## 試合結果
オープニングファイト フェザー級 5分1R
○  占部大河 vs.  塩谷和哉 ×
判定3-0
第1試合 ライト級 5分2R
○  田中壱季 vs.  渡辺将規 ×
2R 3:43 TKO
第2試合 フェザー級 5分2R
○  中川皓貴 vs.  今村豊 ×
2R 0:55 腹固め
第3試合 ウェルター級 5分2R
○  ハン・ミンヒョン vs.  角田裕亮 ×
判定3-0
第4試合 バンタム級挑戦者トーナメント1回戦 5分2R
○  神田T-800周一 vs.  平澤宏樹 ×
2R 4:21 リアネイキドチョーク
第5試合 フェザー級 5分2R
○  國頭武 vs.  松本デビルマンレイ ×
1R 1:27 リアネイキドチョーク
第6試合 フライ級 5分2R
○  大翔 vs.  コ・ドンヒョク ×
判定3-0
第7試合 バンタム級 5分2R
○  竹本啓哉 vs.  上嶋佑紀 ×
判定3-0
第8試合 ヘビー級 5分2R
○  大番高明 vs.  ホネル・マツダ ×
1R 2:10 アームロック
第9試合 GLADIATORライト級王者決定戦 5分3R
○  キ・ウォンビン vs.  ヴィトー・トファネリ ×
判定3-0
※キ・ウォンビンが第3代GLADIATORライト級王者に
第10試合 ミドル級 5分2R
○  一慶 vs.  パク・イクスン ×
判定3-0
第11試合ウェルター級 5分2R
○  ウィル・チョープ vs.  ルクク・ダリ ×
1R 3:21 リアネイキドチョーク